# Споднє Пирниче
Споднє Пирниче (словен. Spodnje Pirniče) — поселення в общині Медводе, Осреднєсловенський регіон, Словенія. 
Висота над рівнем моря: 332,3 м.